# Пам'ятник Суворову (Санкт-Петербург)
Пам'ятник Суворову — пам'ятник російському воєначальнику, генералісимусу Олександру Васильовичу Суворову, встановлений у Санкт-Петербурзі, РФ.

## Розташування
Розташований на Суворовській площі навпроти Марсового поля і Троїцького мосту, між Мармуровим палацом і будинком графа Салтикова.

## Історія та опис
Пам'ятник О. В. Суворову було встановлено за наказом імператора Павла I, за царювання якого полководець здійснив свій знаменитий похід в Італію, за що і отримав титул «князь Італійський».
На круглому гранітному п'єдесталі пам'ятника розміщено напис: «Князь Италійской, графъ Суворовъ-Рымникской. 1801 г.».
Авторство пам'ятника належить скульптору М. І. Козловському, який працював над монументом з 1799 по 1801 рік. На п'єдесталі розташована фігура фельдмаршала в алегоричному образі бога Марса, з піднятим мечем у правій руці і з щитом у лівій, в античному одязі. Фігура О. В. Суворова створена із бронзи. При цьому нерідко відзначається, що пам'ятник не має прямої портретної схожості з фельдмаршалом, а являє собою скоріше символічний героїко-епічний образ «великого полководця».
Урочисте відкриття пам'ятника відбулося 5 (17) травня 1801 року.
Пам'ятник Суворову — перший в Росії пам'ятник некоронованій особі. До цього в Росії пам'ятники споруджували тільки царям та імператорам.
Модель пам'ятника Суворову зберігається в московській Третьяковській галереї.

## Історія розташування пам'ятника
Спочатку пам'ятник фельдмаршалу був встановлений на протилежному боці Марсового поля на березі річки Мойки. У 1818 році, за царювання імператора Олександра I, за пропозицією К. І. Россі, пам'ятник перенесений на теперішнє місце. У 1834 році потрісканий мармуровий постамент замінений гранітним тієї ж форми.